# Склир (византијска племићка породица)
Склир (множина: Σκληροι, Склерои), латинизовани Склерус, женски облик Склирина (Σκληραινα), латинизована Склераена, била је племићка византијска породица која је активна углавном у 9.–11. веку као припадници војне аристократије, а потом су постављани и на цивилне функције. 
По женској линији потичу од Варде, брата цара Василија I Македонца.

## Порекло и рани чланови
Породица је пореклом из североисточне Мале Азије, било из Мале Јерменије или из теме Себастеје. Због места порекла, традиционално су сматрани Јерменима, иако то нигде није експлицитно потврђено.   Такође се сугерише да је породица била мешана грчко - јерменска .  Грчко презиме Склерос ( lit. „   ) указује на то да је отац оснивач породице могао бити барем делимично Грк, пошто су Византинци чисто јерменског порекла углавном имали презимена која су била препознатљива јерменска са једноставним грчким суфиксом . 
Склири су прецизније повезани са подручјем око Мелитене, где је један члан породице био активан 840-их и где су биле усредсређене побуне Варда Склира 970-их и 980-их. Након тога, чини се да су своју базу преместили у Анатоличку тему, где се наводи да су имали велика имања у 11. веку. 
Иако је породица припадала анатолској војној аристократији, у 9. веку је потврђено да су њени чланови углавном били активни на Балкану : први познати Склир био је стратег Пелопонеза 805. године, а 811. године исту функцију је заузимао Лав  Склир, вероватно син или нећак првог.   Још један неименовани члан породице је забележен у 840-им да је служио Арапима и био у сукобу са Омаром ал-Актаом, емиром Малатије, што вероватно указује на пад породице под династијом Аморијаца .    Изгледа да је породица повратила истакнут положај под царем Василијем I Македонцем ( в. 867–886 ), за магистрос и антхипатос Теодор Склир је забележен у 869–870. Његови синови Антоније и Никита су постали патрикиои, при чему је Антоније служио као стратего Хеладе и Никита, вероватно као адмирал царске флоте ( дроунгариос тоу плоимоу ), док је такође забележено да је водио посланство код Мађара 894.   ].  
Склири су пали у мрак током владавине цара Лава VI Мудрог ( в. 886–912 ), који је фаворизовао породице Дука и Фока . Заузврат, чини се да су Склири подржавали узурпацију цара Романа I Лекапина : генерал Пантериос, који је условно идентификован као члан породице Склир, постао је стратег Ликандоса, Тракејске теме и коначно доместикос тон сцхолон за кратко време 944–945, пре него што га је заменио Варда Фока Старији након пада Лакапина са власти.  

## Варда Склир и успон породице
Најистакнутији потомак породице, Варда Склир, први пут се појављује 956. године као патрикиос и стратег мале пограничне теме Калудија.   Вардина браћа и сестре су се венчали члановима најистакнутијих породица војне аристократије: Константин Склир је оженио Софију Фока, братаницу цара Нићифора II Фоке ( в. 963–969 ), док се Марија Склир удала за сестрића цара Нићифора II Фоке, цара Јована I Цимискија . Ова последња веза била је од посебног значаја за богатство породице: иако је умрла пре него што је Цимискије ступио на престо 969. године, Склири су унапређени од њега на високе положаје у држави.  Варда је постављен за доместикос тон сцхолон Истока, угушивши побуну породице Фока предвођену Вардом Фоком Млађим и поразивши Русе 970.   Упркос периоду срамоте 972– 974, повезан са завером против Цимискија, Склири су остали међу најважнијим породицама током његове владавине.   Године 972. Цимискије је чак удао ћерку Константина Склира, Теофану, за цара Светог римског царства Отона II ( в. 973–983 ). 
Смрт Цимискија 976. године довела је до још једне промене у положају породице: моћног паракоменоса, Василија Лакапина, који је преузео старатељство младог цара Василија II ( в. 976–1025 ), сматрао је Варду Склира као претњу новом режиму и деградирао га у доук Месопотамије . Као резултат тога, Варда се дигао у побуну у пролеће 976, али је поражен од царске војске под вођством Варде Фоке Млађег 979. и приморан да потражи уточиште у Абасидском калифату заједно са својим братом Константином и сином Романом.    Године 987. Склири су се вратили у Византију, и покренули нову побуну за престо. Овог пута Варда Склир се удружио са Фоком против цара Василија II, али га је Фока издао и затворио, и ослобођен је тек након његовог пораза и смрти. Склир је обновио отпор цару  Василију II на неколико месеци, али се на крају помирио са царем, почаствован титулом куропалата и дозвољено му је да се повуче са својим братом у Дидимотику .    Судбина његовог сина Романа Склира је нејасна: он је остао у активној војној служби, а В. Сеибт је сугерисао да је служио као дукс Антиохије, али је то место у то време заузимао Михаило Вурца. Према Ј.-Ц. Чејнет, Роман је можда био или Вурцин заменик или чак стратедарх или доместикос тон сцхолон . 

## Успон и пад у 11. веку
За разлику од својих некадашњих ривала, Фока, Склири су успели да преживе и задрже високе функције под царем Василијем II и његовим наследницима.  Василије Склир, Романов син, је посведочен као патрикиос под царем Константином VIII ( в. 1025–1028 ), када је прогнан и делимично ослепљен, али је рехабилитован под царем Романом III Аргиром ( в. 1028–1034 ), чију је сестру Пулхерију оженио. Постао је магистрос и стратегос Анатоличке теме, пре него што је поново прогнан око. 1032/33.   
Василије Склир и Пулхерија Аргир су имали ћерку, која је постала друга жена Константина Мономаха, касније у животу цара Константина IX ( в. 1042–1055 ).   Под Мономаховом влашћу појављују се и постају истакнута два друга Склира, Роман и Марија, вероватно деца Василијевог брата.   Марија Склир је постала љубавница цара Константина IX,   док је њен брат напредовао од стратега Тракејске теме до врховног ранга проедроса и доука Антиохије. Његово ривалство са Ђорђем Манијаком допринело је побуни потоњег, а он је био један од главних присталица успешне побуне цара Исака I Комнина ( в. 1057–1059 ). Можда је чак био унапређен у Доместика схола под царем Исаком I или његовим наследником, царем Константином X Дуком ( в. 1059–1068 ).  
Породица је након тога опала на важности, а већина Склира из касног 11. века били су цивилни званичници, а не војни заповедници.  Међу најважнијим од њих су: протонобелиссимос и логотхетес тоу дромоу Андроник Склир; протопроедрос и коуропалатес Никола, који је служио као Велики опијеник страже ; протопроедрос и коуропалатес Михаил, егзизотес и грађански судија Македоније и Тракије ; и магистрос Лав Склир, цивилни гувернер анатоличких и опсичких тема и цхартоулариос тоу вестиариоу .   

## Склири од 12 – 14 века
Склири се нису венчавали са члановима нове династије Комнина (1081–1185) и стога су пали са власти. Од 12. века, чланови породице Склир се јављају само ретко у изворима:   извесни Сет Склир је ослепљен 1166/67. године због бављења магијом;   Роман Склир, који је живео на прелазу из 13. века и вероватно је имао велика имања; а себастос Склир, земљопоседник у Серу 1336; и Деметриос Склир, службеник митрополије Зихној (код Сера) 1362.  